# Jan Köthe
Jan Köthe (* 6. Dezember 1965 in Bonn) ist ein deutscher Edelstahlbildhauer, Aktions- und Installationskünstler.

## Leben und Werk
Köthe wuchs in Dortmund als Sohn einer Kunstlehrerin auf. Er studierte von 1993 bis 1999 unter anderem bei Horst Linn,  Margareta Hesse und Jürgen Zänker in der Fachrichtung Objektdesign mit dem Schwerpunkt Kunst an der Fachhochschule Dortmund.
Köthe beschäftigte sich früh mit der Gestaltung von Gebrauchsgegenständen und Metallexperimenten. 1993, noch vor dem Studium, erhielt er für einen Stuhl aus Stahl eine Design-Prämierung durch Casa München. Im Rahmen eines Studienprojektes bei Horst Linn führte er erstmals eine Aktion zur Stahlverformung aus. Dabei erhielt eine geschweißte und mit Blei gefüllte Pyramidenplastik durch den freien Fall aus 12 Metern Höhe eine zufällig veränderte Grundform. Während der Studienzeit erwarb Köthe eine 30-Tonnen-Hydraulikpresse, die er fortan für seine Plastiken und Skulpturen aus Edelstahl einsetzte. Die besondere Technik der feinfühlig gesteuerten Kaltumformung war Grundlage einer neuen Herangehensweise. Sie erlaubt eine intuitive Veränderung einfacher Industrieprodukte zu dreidimensionalen Objekten mit dynamischer Ästhetik. In der Folge entstanden eine Vielzahl freistehender Plastiken und Skulpturen, deren starre Materialität mit der organischen Formgebung kontrastiert. Überwiegend erhalten die Werke konkrete Aussagen, die einen soziokulturellen Hintergrund verdeutlichen.
2001 entstand das ToleranzKreuz aus Edelstahl, das heute vor dem Arent-Rupe-Haus der Evangelischen Kirchengemeinde in Dortmund-Brackel steht. Die abstrakte Darstellung einer Person mit offenen Armen appelliert zur Toleranz gegenüber allen friedlichen Kulturen und Religionen anlässlich der islamistisch begründeten Anschläge des 11. Septembers 2001 in New York.
Ein Beispiel für die vornehmlich ästhetisch beeinflussten Arbeiten ist die Hommage an Christo und Jeanne-Claude, entstanden 2005. In diesem Werk verarbeitet der Künstler seine Eindrücke der Reichstags-Verhüllung, speziell der Verschnürung und Faltung der Stoffe. Der Edelstahl erhält das zur Haptik des Materials überraschende Erscheinungsbild eines fließenden Textils.
Mit der Aktion der KulturQuadrate sucht Köthe immer wieder den Kontakt zum öffentlichen Raum, in dem er Passanten in das Werk einbezieht. Er fordert sie dazu auf, ein bestimmtes Themen-Wort in ihrer Landessprache auf eine Leinwand zu schreiben. Durch die Auseinandersetzung mit den bereits vorhandenen Schriftzügen werden die Teilnehmer angeregt, über den Stellenwert des Wortes in anderen Kulturen nachzudenken.
Durch zahlreiche Ausstellungen und Ankäufe machte sich Köthe zunächst im nordrhein-westfälischen Raum einen Namen. 2002 nahm er als Gastkünstler an der Documenta 11 in Kassel teil. Dabei entstand vor dem Museum Fridericianum das KulturQuadrat „Toleranz“, welches dem Jahrestag der Anschläge in New York am 11. September 2001 gewidmet ist. 2007 erhielt Köthe einen international ausgeschriebenen Kunstpreis der Galerie Art-Isotope in Dortmund. 16 Jahre nach der ersten öffentlichen Einzelausstellung im Dortmunder Atelier 1995 beendete er seine Tätigkeit in Dortmund mit der Ausstellung „ENDE“. Diese zeigte erstmals seine Installation „Emoticon Icon“ zum Thema Waffen und Gewaltverherrlichung. Mit Genehmigung des Innenministeriums NRW und des Landeskriminalamtes erwarb Köthe dafür konfiszierte Schusswaffen, die er unter Aufsicht eines Sicherheitsbeamten selbst mit einem minimalen Eingriff durch seine Presse entschärfte und in der Installation einsetzte.
Seit 2011 lebt und arbeitet der Künstler in Berlin. Als erste öffentliche Aktion vor Ort führte er am 11. September 2011 die KulturQuadrat-Aktion „11. September“ vor der amerikanischen Botschaft und dem Brandenburger Tor durch.

## Werke und Aktionen (Auswahl)
- 1996: Aktionskunst KulturQuadrat „1qm Würde(Voll)“, Innenstadt Dortmund
- 2000: „Kommunikation“, Route der Industriekultur – Gut Schede, Wetter/Ruhr
- 2002: „Aufwärts“, Werner Richard – Dr. Carl Dörken Stiftung, Herdecke[8][9]
- 2002: KulturQuadrat „Toleranz“, zur Documenta 11 am 11. September, vor dem Museum Fridericianum, Kassel
- 2003: „Toleranz Kreuz-Mensch“, ev. Kirche Dortmund-Brackel, Dortmund
- 2004: „Klangobjekt Männlich“, Werner Richard – Dr. Carl Dörken Stiftung, Herdecke
- 2006: „Entelechie V“, Städtische Galerie Dortmund, Torhaus Rombergpark, Kunstankauf Sammlung Stadt Dortmund
- 2007: „Cut Circle“, Kunstankauf Sammlung Stadt Dortmund
- 2008: „Hommage an Christo und Jeanne-Claude IX“, Dortmunder Bibliothek für Kunst, Ankauf Artothek Dortmund[10]
- 2010: „Hommage an Christo und Jeanne-Claude XI“, Kunstankauf Sammlung Stadt Dortmund

## Ausstellungen (Auswahl)
- 2002: 17. IFC – Weltschmiedekongress Euroforge, Sonderausstellung, Köln
- 2004: Nam June Paik-Award, Gast des Künstlers Lucien Samaha (New York), Phoenixhalle Dortmund
- 2005: Atelierausstellung – 10 Jahre Jan Köthe, Verformung in Objekt und Photographie, 10 Jahre Christo + Jeanne-Claude, Verhüllter Reichstag, Hommage und Dokumentation, Dortmund
- 2006: Mixed Media II, Galerie König, Münster
- 2008: Galerie Art-Isotope, Preisträgerausstellung 2007, Dortmund
- 2009: 2. Skulpturen-Salon, Münster
- 2010: Ruhr 2010, Starke Orte, Herne
- 2010: Museum Ostwall, Orange, Dortmund
- 2010: Städtische Galerie Dortmund, Torhaus Rombergpark, Kunstankauf Sammlung Stadt Dortmund
- 2011: Atelierausstellung „ENDE – Jan Köthe in Dortmund 1995-2011“[11]

## Auszeichnungen
- 1993: Design-Prämierung, Casa, München
- 2002: Förderpreis Werner Richard – Dr. Carl Dörken Stiftung, Herdecke
- 2004: Förderpreis Werner Richard – Dr. Carl Dörken Stiftung, Herdecke
- 2007: 2. Preisträger Internationaler Kunstpreis, Galerie ART-Isotope, Dortmund
- 2015: Preisträger Revierkunst, Museum am Ostwall, Dortmund

## Medien
- Silke Hempel: Jan Köthe –  Ein Künstlerportrait In: WDR-Fs. Blickpunkt NRW, 14. Januar 2002
- Christian Busse: Karneval ist Kultur – Die Karikaturplastik In: WDR 5, Scala – Aktuelles aus der Kultur, Radiobeitr. mit Steven Sloane, 23. Februar 2004